# Rhoptromyrmex melleus
Rhoptromyrmex melleus är en myrart som först beskrevs av Carlo Emery 1897.  Rhoptromyrmex melleus ingår i släktet Rhoptromyrmex och familjen myror. Inga underarter finns listade i Catalogue of Life.

## Bildgalleri

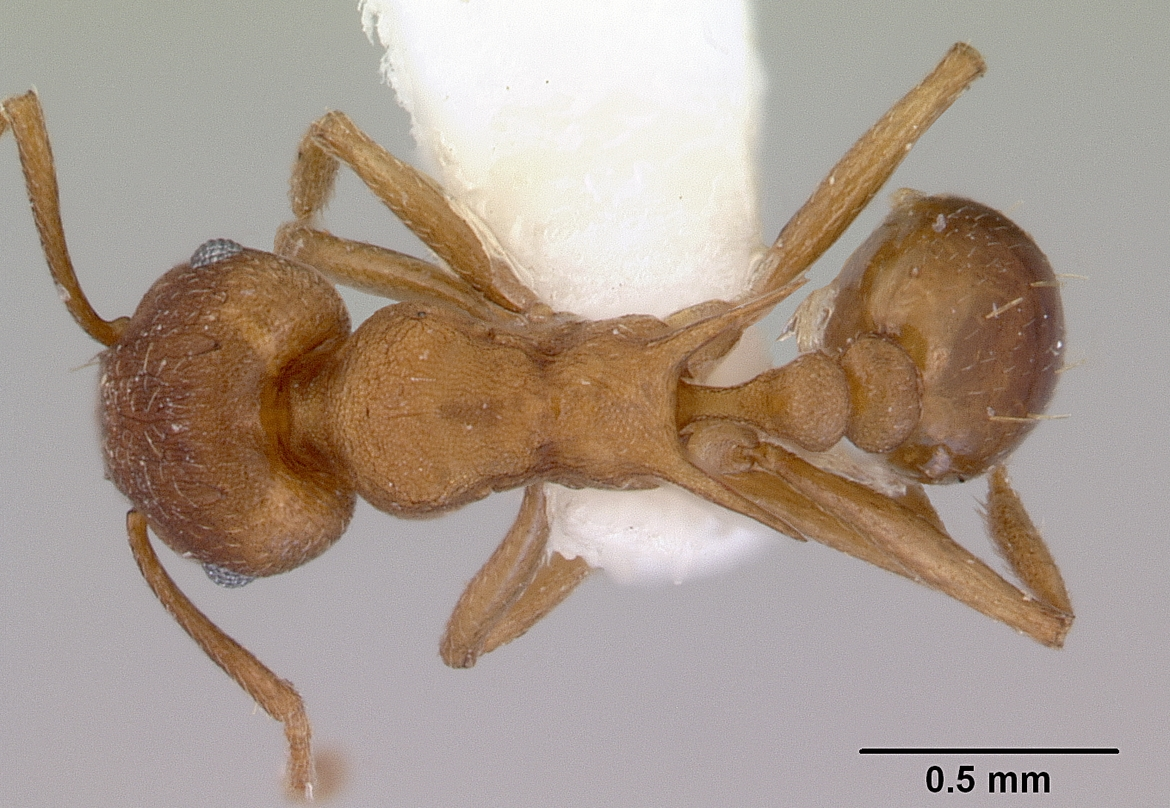
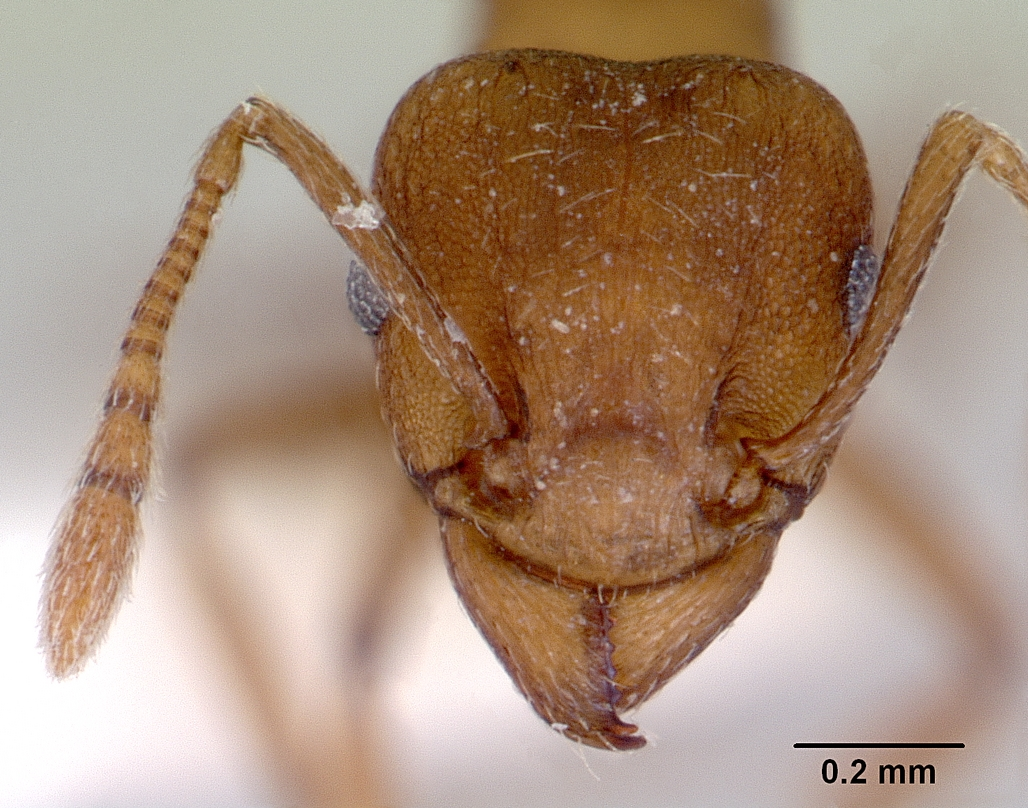
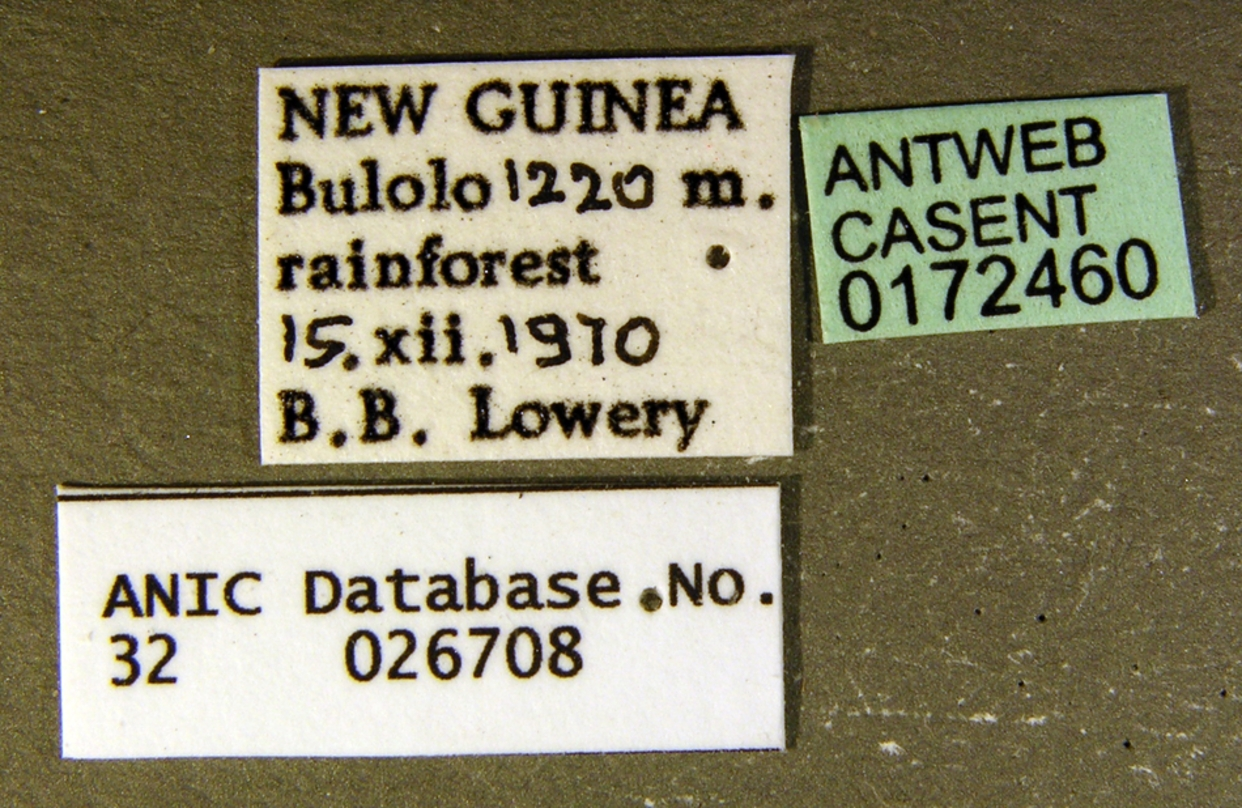
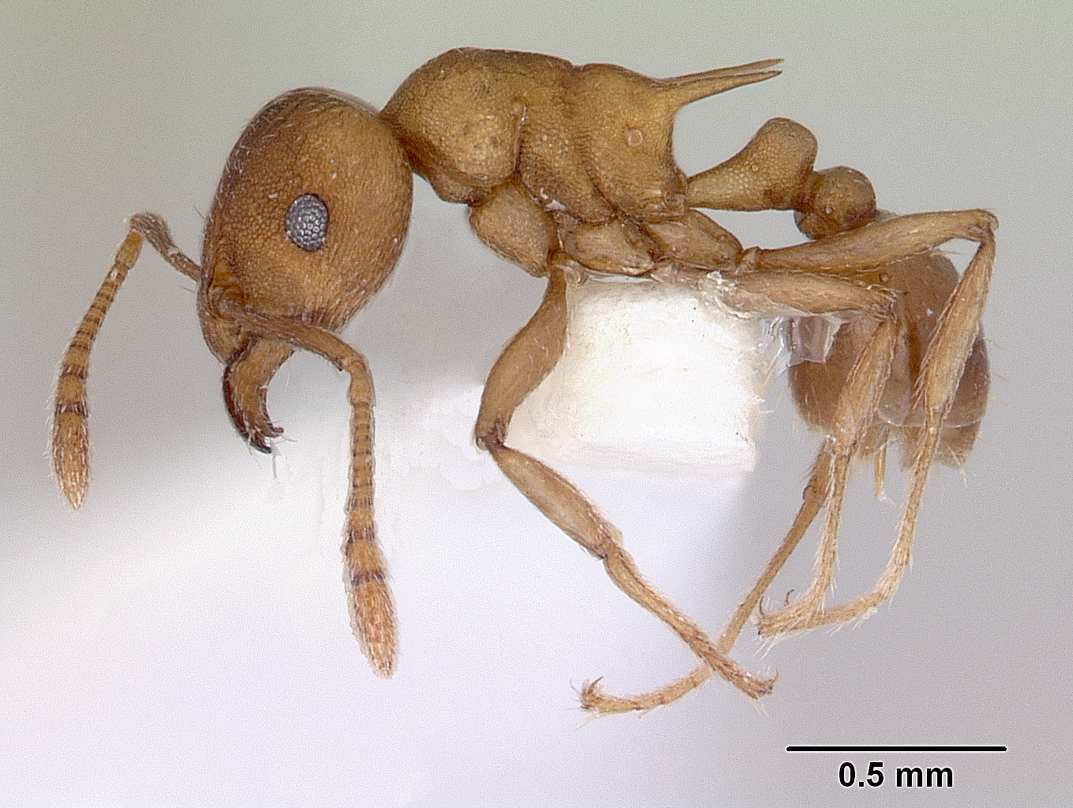
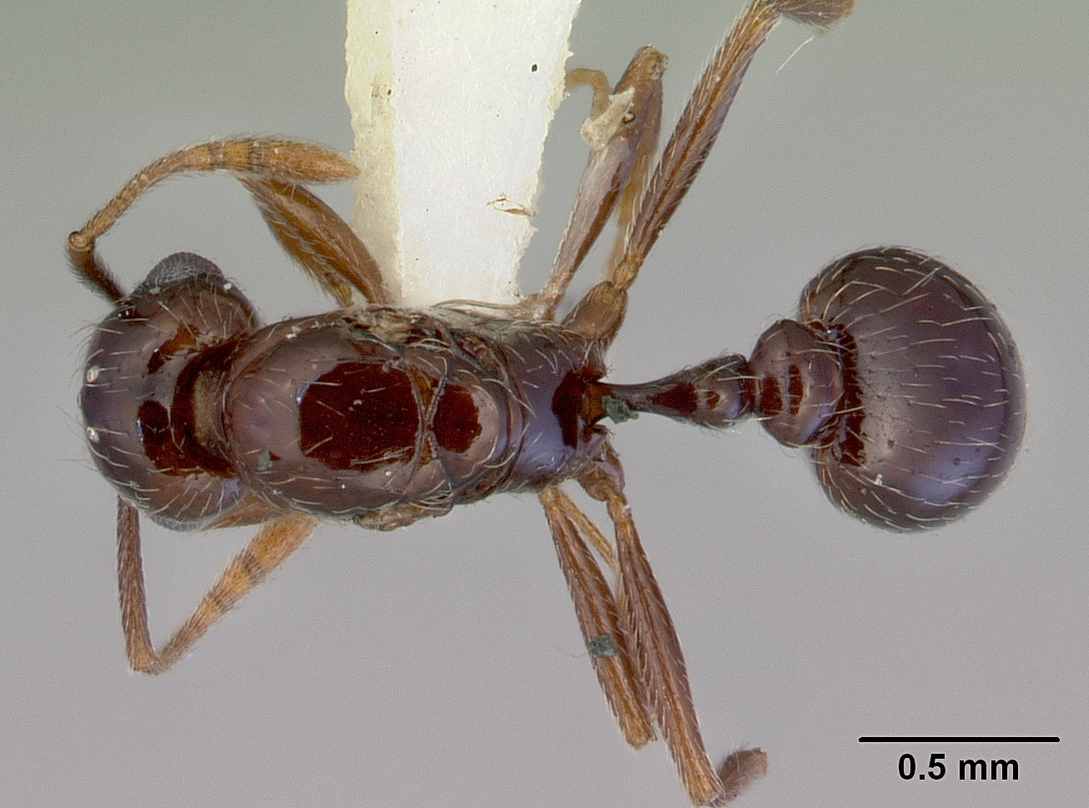
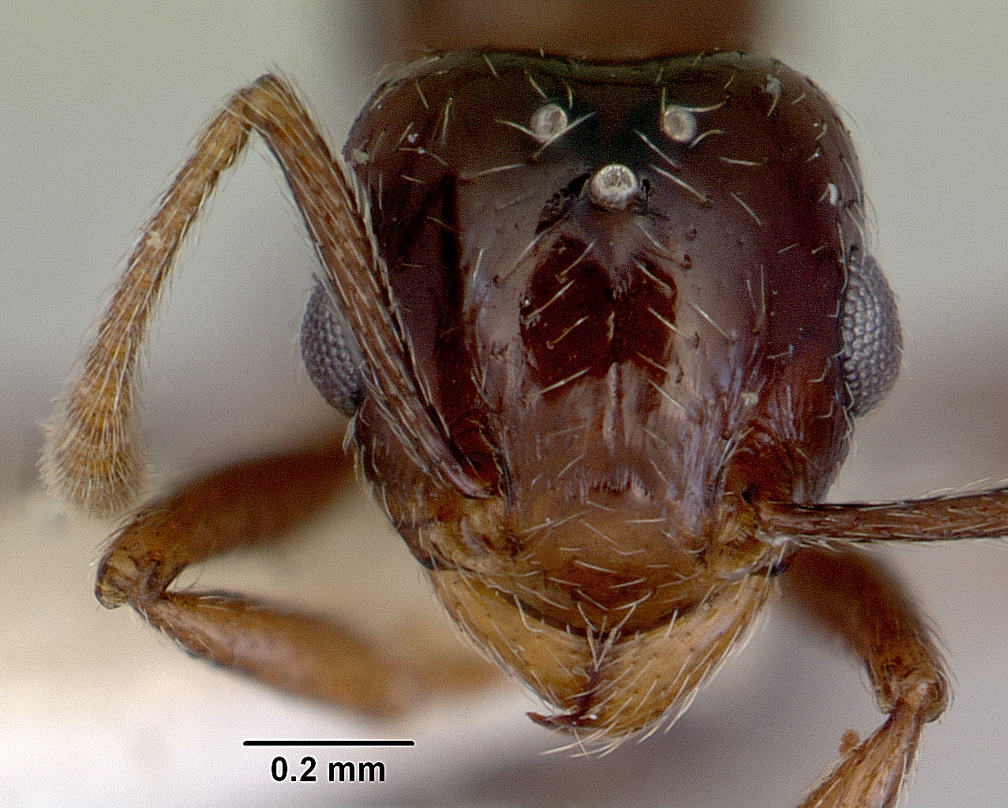